# Mara (Sardenya)
Mara (en sard, Mara) és un municipi italià, dins de la província de Sàsser. L'any 2007 tenia 808 habitants. Es troba a la regió de Meilogu. Limita amb els municipis de Villanova Monteleone, Romana, Monteleone Rocca Doria, Cossoine, Padria, Pozzomaggiore.

## Administració
| Període | Identitat    | Partit        |
| ------- | ------------ | ------------- |
| 2006-   | Angelo Sanna | Llista cívica |